# Pseudogynoxys
Genre
Pseudogynoxys est un genre de plante à fleurs de la tribu des Senecioneae (les séneçons) et de la famille des Asteraceae, originaire d'Amérique  du Nord et du Sud,,,,, .

## Espèces
- Pseudogynoxys benthamii Cabrera - Paraguay, Argentine, Bolivie
- Pseudogynoxys bogotensis (Spreng. ) Cuatrec. - Colombie
- Pseudogynoxys chenopodioides (Kunth) Cabrera - de Tamaulipas au Nicaragua [8]
- Pseudogynoxys cordifolia (Cass. ) Cabrera - Pérou
- Pseudogynoxys cummingii (Benth. ) H. Rob. & Cuatrec. - Mésoamérique
- Pseudogynoxys engleri (Hiéron. ) H. Rob. & Cuatrec. - Pérou, Equateur
- Pseudogynoxys filicalyculata (Cuatrec. ) Cuatrec. - Pérou, Equateur
- Pseudogynoxys fragans (Hook. ) H.Rob. & Cuatrec. -Guatemala
- Pseudogynoxys haenkei (DC. ) Cabrera - Mésoamérique
- Pseudogynoxys lobata Pruski - Brésil, Bolivie
- Pseudogynoxys poeppigii (DC. ) H.Rob. & Cuatrec. - Pérou
- Pseudogynoxys scabra (Benth. ) Cuatrec. - Pérou, Equateur
- Pseudogynoxys sodiroi (Hiéron. ) Cuatrec. - Equateur
- Pseudogynoxys sonchoides (Kunth) Cuatrec. - Pérou, Equateur